# A.N. Trindade
A.N. Trindade – portugalski rugbysta, trzykrotny reprezentant Portugalii w rugby union mężczyzn.
Jego pierwszym meczem w reprezentacji było spotkanie z Hiszpanią, które zostało rozegrane 23 marca 1969 w Barreiro. Ostatni raz w reprezentacji zagrał 11 kwietnia 1973 w Neuchatel, kiedy to jego reprezentacja podejmowała drużynę Szwajcarii.